# Gastone
Pour plus de détails, voir Fiche technique et Distribution.
Gastone est un film italien réalisé par Mario Bonnard et sorti en 1960.

## Synopsis
Rome, années 1920. Gastone, un danseur mondain, artiste médiocre, à la fois séducteur et escroc, rêve d'accéder à la gloire en montant sur la scène du prestigieux « Salon Margherita ». Après s'être délesté d'une fausse duchesse russe appelée Sonja, il croit avoir détecté le filon en la personne d'une belle employée de maison, Nannina. Mais il est bientôt arrêté par la police. De son côté, profitant de son absence, Nannina triomphe en solo dans un spectacle. Un imprésario célèbre la remarque et devient son protecteur, lui assurant désormais une belle carrière. Durement éprouvé, Gastone tente de refaire surface, mais en pure perte...

## Fiche technique
- Titre original : Gastone
- Réalisation : Mario Bonnard
- Scénario : Oreste Biancoli, Rodolfo Sonego, M. Bonnard ; Ettore Maria Margadonna, Luciana Corda (sujet), d'après un personnage créé par Ettore Petrolini
- Photographie : Aldo Tonti
- Musique : Angelo Francesco Lavagnino, Gorni Kramer
- Décors : Mario Chiari, Vincenzo Del Prato
- Costumes : Maria De Matteis
- Montage : Eraldo Da Roma
- Son : Mario Amari, Eraldo Giordani
- Production : Variety Film, Maxima Film, SPES - Mario Cecchi Gori
- Pays d'origine :  Italie
- Format : couleur (Eastmancolor)
- Genre : comédie
- Durée : 102 minutes
- Date de sortie : Italie, 26 janvier 1960

## Distribution
- Alberto Sordi : Gastone

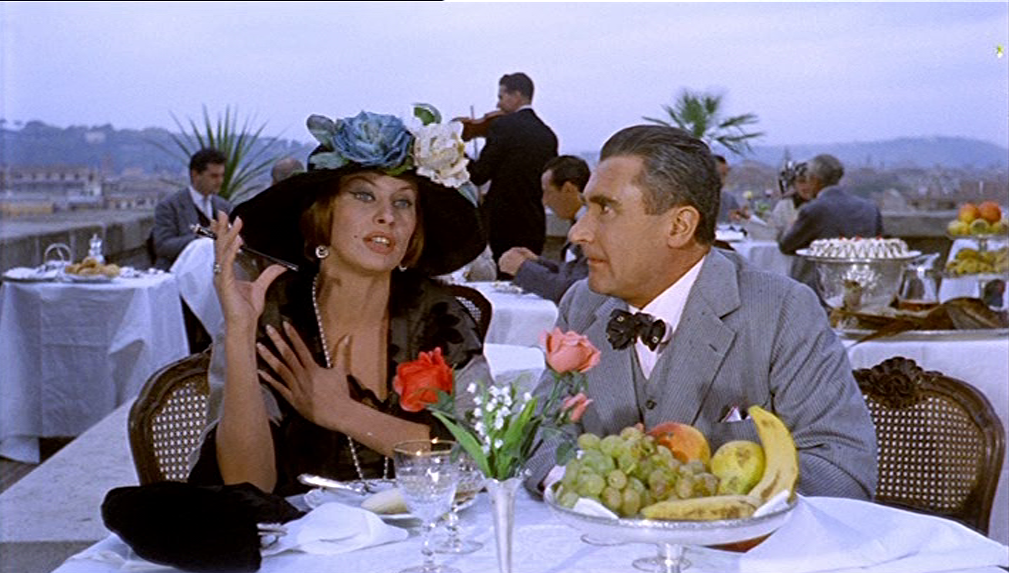
Magali Noël et Paolo Stoppa dans une scène du film.

- Anna Maria Ferrero : Nannina « la bella »
- Paolo Stoppa : Achille
- Vittorio De Sica : le prince
- Franca Marzi : Rosa
- Magali Noël : Sonja
- Nando Bruno : Michele
- Linda Sini : Lucy Duval
- Mino Doro : Cavallini, le directeur de l'« Apollo »

## Autour du film
- Le pionnier Mario Bonnard — qui fut acteur dès 1907 et réalisateur à partir de 1916 — « S'attendrit et s'amuse » (J. Lourcelles)[2] à décrire un personnage que créa Ettore Petrolini dans une comédie, musicale et théâtrale, représentée pour la première fois en 1924 au Théâtre Arena del Sole de Bologne.
- Or, ce protagoniste a des similitudes profondes avec ceux qu'incarna Mario Bonnard aux temps héroïques du cinéma muet, notamment dans Ma l'amor mio non muore... de Mario Caserini et La memoria dell'altro de Degli Abbati en 1913. Films dans lesquels il dessine des portraits de « dandy cynique, crépusculaire, sceptique, à la D'Annunzio, non sans une subtile veine d'ironie »[3].
- « Ce retour sur soi, par personnage interposé à cinquante ans de distance, a quelque chose d'unique dans l'histoire du cinéma », soutient Jacques Lourcelles[4]. En dépit d'un scénario déjà parfaitement populaire, Gastone, outre la composition savoureuse d'Alberto Sordi, tire parti d'une bonne direction d'acteurs et d'une fidèle restitution du milieu du spectacle italien autour des années folles, comme l'atteste le Ruban d'argent attribué à la costumière Maria De Matteis[5].
- Le protagoniste de Gastone apparaît dans l'un des quatre sketches du Nerone d'Alessandro Blasetti. Sur Ettore Petrolini, on pourra consulter utilement l'ouvrage de Jean Antoine Gili, La comédie italienne, publié chez Henri Veyrier (1983).